# Stärkeblend
Stärkeblends sind Mischungen aus Thermoplastischer Stärke (TPS) und Kunststoffen, die entweder auf Erdöl oder auf nachwachsenden Rohstoffen basieren können. Diese Blends stellen international einen der größten Anteile der bio-basierten Kunststoffe dar und variieren je nach Zusammensetzung in ihren Eigenschaften.

## Zusammensetzung und Eigenschaften

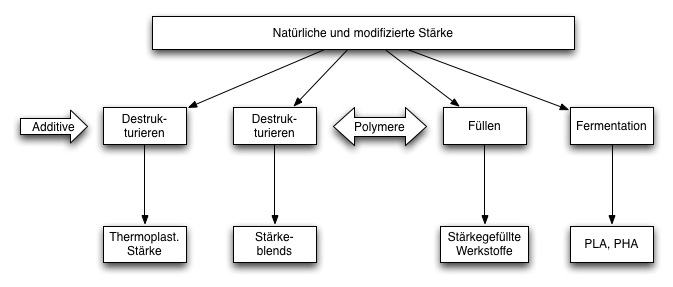
Herstellung von Biopolymeren auf Stärkebasis

Thermoplastische Stärke (TPS) ist aufgrund seiner für die Nutzung negativen Eigenschaft, Wasser aufzunehmen, im Regelfall nur eine der Komponenten, aus der moderne Biokunststoffe auf Stärkebasis hergestellt werden. Der zweite Grundbestandteil dieser Kunststoffblends besteht aus wasserabweisenden, biologisch abbaubaren Polymeren wie Polyester, Polyesteramiden, Polyurethanen oder Polyvinylalkohol. Ein Kunststoffblend setzt sich demnach aus zwei Phasen zusammen, aus der kontinuierlichen und hydrophoben (wasserunlöslichen) Polymerphase sowie aus der dispersen und hydrophilen (wasserlöslichen) Stärkephase. Der stärkebasierte Werkstoffanteil kann dabei zwischen 25 und 70 % betragen.
Während des Schmelzvorgangs im Extruder verbinden sich Stärkephase und Kunststoffphase zu einem wasserfesten Stärkekunststoff. Diese Erkenntnisse bildeten die Basis für die Weiterentwicklung und den schließlichen Durchbruch der Stärkekunststoffe (EP 0596437, EP 0799335).

## Verwendung
Stärkeblends und -compounds werden je nach Einsatzgebiet individuell für ihre weitere Nutzung in der Kunststoff verarbeitenden Industrie entwickelt und produziert. Als Kunststoffgranulate lassen sie sich auf den vorhandenen Anlagen zu Folien, tiefziehbaren Flachfolien, Spritzgussartikeln oder Beschichtungen verarbeiten. Beispiele dafür sind Tragetaschen, Joghurt- oder Trinkbecher, Pflanztöpfe, Besteck, Windelfolien, beschichtete Papiere und Pappen. Auch durch chemische Veränderung wie die Umsetzung zu Stärkeestern oder Stärkeethern mit hohem Substitutionsgrad kann Stärke thermoplastisch modifiziert werden. Diese Verfahren haben sich aber wegen der damit verbundenen hohen Kosten bislang nicht durchgesetzt.

## Beispiele
- Mater-Bi, ein Kunststoff, aus dem 1992 die ersten biologisch abbaubaren Abfallsäcke in Deutschland bestanden